# Sassofeltrio
Sassofeltrio é uma comuna italiana da região dos Marche, Província de Pesaro e Urbino, com cerca de 1.229 habitantes. Estende-se por uma área de 20 km², tendo uma densidade populacional de 61 hab/km². Faz fronteira com Gemmano (RN), Mercatino Conca, Monte Grimano, Montescudo (RN), San Leo, Verucchio (RN).